# Fonction de plusieurs variables complexes
La théorie des fonctions de plusieurs variables complexes est une branche des mathématiques traitant des fonctions à variables complexes.
On définit de cette manière une fonction {\displaystyle f} de Cn dans C, dont on peut noter les variables {\displaystyle (z_{1},\ldots ,z_{n})}. L'analyse complexe correspond au cas {\displaystyle n=1}.